# Нінні Кронберг
Марія Йоганна (Нінні) Кронберг (англ. Maria Johanna (Ninni) Kronberg; (1874—1946) — шведська фізіологиня з питань харчування, винахідниця. Працювала у Rydsgårds mejeri. У 1933 році Нінні Кронберг винайшла кращий спосіб виготовлення сухого молока. Її роботи були запатентовані у кількох країнах: у Швеції з 1937 року.